# SARS陰謀論
SARS陰謀論（SARS conspiracy theory）是指认为在2003年所爆發的SARS事件并非自然发生的事件，而是一場人為災害的看法。

## 美国基因武器论

### 论点
2003年10月起，中国老龄科研中心原副研究员童增在《最后一道防线》一书中提到“SARS是美国针对中国人的基因武器”，并指出美国在内的各国研究团队掠夺了大量的中国人的基因信息，足以制造出针对中国人的基因武器。
同时，他分析了整個事件中感染人数的族群比例，认为中国人感染人数异常的多。另有文章称，中國人感染者占比高達92%，而在西方人中，幾乎沒有一人中SARS，东南亚感染国家中，华人为主的新加坡感染人数又居多，因此，SARS可能是某国研發專門針對华人的基因武器，但在理論上，病毒能自己鎖定某一族群的可能性很小。
在2013年甲型流感病毒H7N9亞型流行期间，退役的原中国人民解放军空军大校戴旭在新浪微博中表示，禽流感和非典是美國使用的生物和心理武器，建议国家不要高调处理，认为这是美国让我们自乱阵脚的做法，并表示“死不了幾個，連車禍千分之一都不到”，但引起争论后，就将“死不了幾個，連車禍千分之一都不到”这句话删除。
虽然戴旭没有给出直接证据支持其观点，但表示印度尼西亚卫生部部长苏帕莉称印度尼西亚向世界卫生组织上交禽流感病毒的过程受到了美国军方控制，以及南非政府毒杀黑人的病毒被某大国取走，还表示美国曾经赦免了731部队以获得其人体实验资料，指出他当然可以怀疑。对于外界质疑他论据不足的说法，戴旭表示“我掌握的资料他们知道么，有必要告诉他们么”。
2015年，中国著名军事医学家徐德忠、李锋出版《非典非自然起源和人制人新种病毒基因武器》一书，再次阐述了SARS可能是非自然起源的这一观点，并认为某特征基因“不可能自然存在”。

### 科学调查与驳斥
《最后一道防线》书中观点通过《细思极恐，当年中国非典，是美帝对我们的生物战》等文章广泛在网上流传，但该结论并无直接证据，仅靠间接证据猜测而来。童增是医学和生物学的外行，本人也承认其没有没有请教过基因以及遗传学专家。另外，虽然各国并未通报具体患病人群族群分布，但最早将该病情向世界卫生组织通报的意大利医生卡洛·乌尔巴尼即为白人，于3月29日因感染SARS病毒而病逝于曼谷。
大部分专家表示非典“基因武器说”缺乏依据，病毒学家、中国工程院院士侯云德表示，最开始就有外国科学家向中国政府表示SARS有可能是生物武器，政府也组织过专家论证，但并未发现任何证据说明SARS是人造病毒，同时认为如果病毒是人工合成的，其基因序列会留下拼接的痕迹。除了质疑SARS为美国制造的基因武器的看法外，分子生物学家、中国科学院遗传与发育研究所陈凡教授表示，也有外国友人发邮件询问该病毒是否为中国军方实验室流出。陈凡指出要制造用于攻击不同种族、不同人群的基因武器，需要大量的人体内实验，技术上很难做到。此外“人类基因组计划”中国区总协调人杨焕明，康奈尔大学医学院助理教授、从事生物钟基因研究的孙中生，中国疾病预防控制中心病毒学首席研究员、中国工程院院士洪涛均认为这种观点不可能或缺乏依据。2017年，石正丽为首的研究团队在云南省某洞穴內发现了的菊头蝠种群中发现了含有SARS病毒的全部基因组组分。

## 实验室合成论

### 论点
俄羅斯科學院傳染病專家、莫斯科流行病學部門主管尼古拉·菲拉托夫（Nikolai Filatov）首先提出SARS可能是由人為發展出來的。俄羅斯醫學研究院的谢尔盖·科列斯尼科夫（Sergei Kolesnikov）認為SARS是腮腺炎與麻疹的混合體，這種結合在自然狀態下不可能發生，只能在實驗室裡合成。

### 科学调查与驳斥
但2003年5月19日，香港大学微生物学系管轶所在课题组发现在果子狸身上的病毒，与人类身上的病毒有99.8%的同源性。2017年，石正丽团队在云南省某洞穴內发现了的菊头蝠种群中发现了含有SARS病毒的全部基因组组分。